# Battaglia di Capo San Vincenzo (1693)
La battaglia di Capo San Vincenzo del 1693, detta anche Battaglia di Lagos del 1693, ebbe luogo il 27 giugno 1693 al largo della costa meridionale dell'Algarve, tra Capo San Vincenzo e Lagos, nel contesto della guerra della Grande Alleanza; essa vide fronteggiarsi la flotta francese, al comando dell'ammiraglio Anne Hilarion de Costentin de Tourville, e un convoglio di navi mercantili con scorta anglo-olandese, comandato dall'ammiraglio George Rooke e denominato anche "convoglio di Smirne", dalla destinazione principale del medesimo. La battaglia si concluse con la vittoria francese.

## Antefatti
Nella primavera del 1693 venne organizzato un grosso convoglio di navi mercantili inglesi ed olandesi diretto nel Mediterraneo. Esso consisteva in oltre 200 mercantili, scortati da una squadra navale inglese di otto vascelli e di cinque vascelli olandesi, oltre ad altro naviglio militare minore, al comando dell'ammiraglio George Rooke. La scorta congiunta era prevista per il passaggio nel canale della Manica, fino a oltre Brest, per difenderlo da eventuali attacchi della flotta francese di stanza a Brest. La squadra, che aveva anche lo scopo di proteggere l'Inghilterra da un'eventuale invasione, avrebbe fatto ritorno per difendere allo scopo il Canale.
La Francia tuttavia, che aveva fatto tesoro dell'esperienza a lei sfavorevole degli scontri navali dell'anno precedente, aveva abbandonato l'idea di invadere l'Inghilterra, optando per la strategia di una guerra di corsa, che colpisse gl'interessi del commercio delle nazioni avversarie.
A tal fine Luigi XIV di Francia aveva inviato la flotta al comando del Tourville, allora il più abile comandante navale francese, affinché tendesse un agguato al convoglio, prima del suo ingresso nello stretto di Gibilterra. Per la fine di maggio, Tourville aveva messo insieme una flotta di 70 vascelli più altre navi da guerra minori ed alcune navi appoggio, per un totale di oltre 100 navi e l'aveva ormeggiata nella baia di Lagos nel Portogallo meridionale.
Il convoglio anglo-olandese salpò alla fine di maggio, con la squadra alleata di 24 navi da guerra olandesi al comando di Philips van Almonde e 45 navi inglesi guidate da un comitato costituito dal vice-ammiraglio Henry Killigrew, Sir Ralph Delaval, secondo Baronetto, e Cloudesley Shovell.
Il 7 giugno (calendario Giuliano) il convoglio si trovava a circa 150 miglia a sud ovest dell'isola di Ouessant e il grosso della flotta alleata di scorta era già tornato indietro, lasciando che il convoglio proseguisse verso sud al comando di Rooke.
Gli alleati non avevano fatto alcun passo per controllare dove si trovasse la flotta francese e non ebbero di essa notizia alcuna fino al 17 giugno (calendario Giuliano). In quel momento il convoglio si trovava al largo di Lagos ed era stato avvistato il mattino dalla flotta francese.

## La battaglia
Rooke non poté evitare il combattimento, ma aveva il vento in suo favore. Ordinò alle navi mercantili di disperdersi, mentre la sua squadra si schierava per la battaglia. Questa ebbe inizio verso le ore 8:00 del pomeriggio, quando la retroguardia della sua squadra veniva sopraffatta dai francesi. Due navi olandesi, la Zeeland, di 64 cannoni, comandata da Philip Schrijver, e la Wapen van Medemblik, ugualmente armata ed al comando di Jan van der Poel, attaccarono i francesi, sacrificando sé stesse e, combattendo valorosamente, diedero tempo al resto delle navi alleate di fuggire. Quando finalmente le due navi olandesi si arresero, Tourville, fortemente impressionato, si congratulò con i due comandanti, chiedendo loro se fossero «…uomini o demoni…» e Rooke dichiarò questo «…uno dei migliori giudizi che vidi mai nel corso di un'azione».
Il giorno seguente Rooke, con 54 navi mercantili, faceva rotta verso ovest, inseguito da quattro navi da guerra francesi. Quando queste furono molto vicine, la sua nave ammiraglia, la Royal Oak, armata di 100 cannoni, invertì la rotta per affrontarle. Dopo un breve scambio di colpi, le navi francesi abbandonarono la caccia e se ne andarono. Rooke ed il suo gruppo riuscirono a raggiungere Madeira, senza ulteriori scontri, e vi trovarono il Monk, vascello da 60 cannoni, con una delle navi da guerra olandesi e con 40 a 50 altre navi mercantili. Con loro e con altre navi disperse e radunate durante il percorso, Rooke riuscì a raggiungere l'Irlanda il 30 giugno.

## Conseguenze
Circa la metà del convoglio era stata salvata, ma circa 90 navi erano andate perdute, la maggior parte delle quali olandesi, e 40 erano state catturate dai francesi. I due scopi principali del convoglio (portare i mercanti a destinazione nel Mediterraneo e stabilirvi una presenza navale) non furono raggiunti. Per i francesi il bottino fu cospicuo, per un valore stimabile in 30 milioni di livres. La City considerò il risultato come il disastro finanziario più grave dal Grande incendio che aveva colpito la città 27 anni prima.
Per Tourville si trattò di una soddisfacente rivincita delle sconfitte subite a La Hougue ed a Barfleur l'anno precedente.